# Plana (cráter)

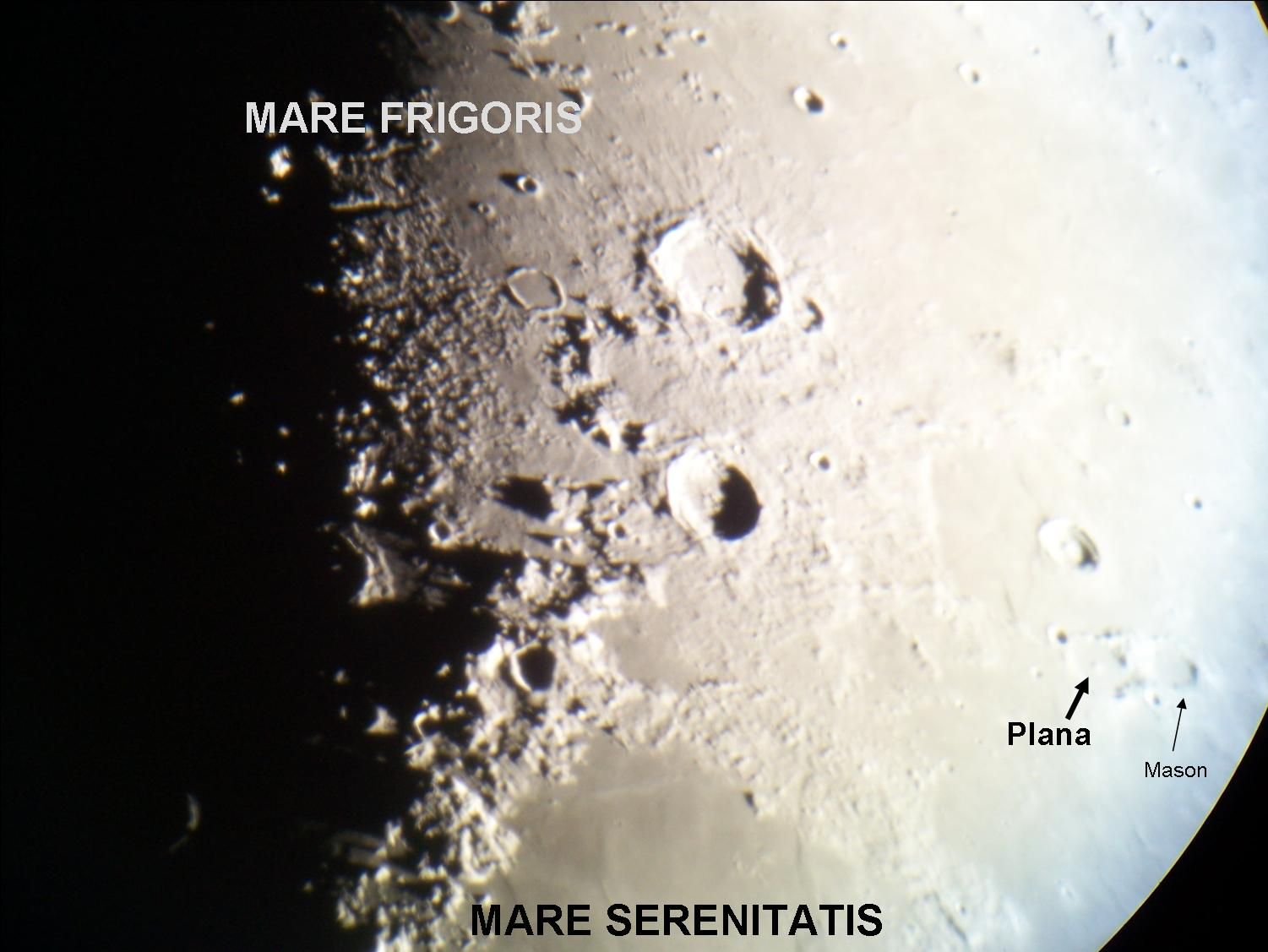
Localización del cráter lunar Plana (fotografía desde el Observatorio McDonald)

Plana es un cráter de impacto que se encuentra en el límite entre dos pequeños mares lunares, con el Lacus Mortis al norte y el Lacus Somniorum, más grande, en el lado sur. Se une al cráter Mason hacia el este a través de un tramo corto de terreno accidentado. Justo al norte de Plana, en medio del Lacus Mortis, se encuentra el prominente cráter Bürg.
|  |

Se trata de un cráter con un borde exterior delgado que ha sido desgastado y erosionado por sucesivos impactos. Este borde rodea un interior que ha sido inundado por la lava basáltica, dejando una superficie nivelada sobre la que solo sobresale un pico central. Un pequeño cráter marca el sector este del borde, estando el suelo interior casi libre de otras marcas significativas. El borde exterior tiene algunas roturas angostas en el noroeste, con su lado más bajo en la cara sudoeste. Un pequeño cráter circular ocupa parcialmente la parte noroeste del brocal.

## Cráteres satélite
Por convención estos elementos son identificados en los mapas lunares poniendo la letra en el lado del punto medio del cráter que está más cercano a Plana.
|       | \| Plana \| Coordenadas \| Diámetro \| \| ----- \| ---------------------------- \| -------- \| \| C \| 42°42′N 27°06′E / 42.7, 27.1 \| 14 km \| \| D \| 41°42′N 26°12′E / 41.7, 26.2 \| 7 km \| \| E \| 40°30′N 23°36′E / 40.5, 23.6 \| 6 km \| \| F \| 39°48′N 24°00′E / 39.8, 24.0 \| 5 km \| \| G \| 39°06′N 22°54′E / 39.1, 22.9 \| 9 km \| |          |
| Plana | Coordenadas | Diámetro |
| C     | 42°42′N 27°06′E / 42.7, 27.1 | 14 km    |
| D     | 41°42′N 26°12′E / 41.7, 26.2 | 7 km     |
| E     | 40°30′N 23°36′E / 40.5, 23.6 | 6 km     |
| F     | 39°48′N 24°00′E / 39.8, 24.0 | 5 km     |
| G     | 39°06′N 22°54′E / 39.1, 22.9 | 9 km     |

El nombre Mandela (o Nelson Mandela International Peace Crater) ha sido propuesto para Plana G, en honor de Nelson Mandela, por la Luna Society International, pero esta propuesta no ha sido aprobada por la UAI.